# Boncourt (Aisne)
Boncourt é uma comuna francesa na região administrativa de Altos da França, no departamento de Aisne. Estende-se por uma área de 13,29 km². Em 2010 a comuna tinha 260 habitantes (densidade: 19,6 hab./km²).